# Черете Басо (Бергамо)
Черете Басо је насеље у Италији у округу Бергамо, региону Ломбардија.
Према процени из 2011. у насељу је живело 900 становника. Насеље се налази на надморској висини од 475 м.